# Herbert Read
Sir Edward Herbert Read (ur. 4 grudnia 1893 w Muscoates, zm. 12 czerwca 1968 w Stonegrave) – angielski teoretyk sztuki, poeta, eseista, krytyk literacki i anarchista. Był jednym z pierwszych pisarzy angielskich, którzy zwrócili uwagę na egzystencjalizm. Duży wpływ wywarły na niego proto-egzystencjalistyczne koncepcje i anarchizm indywidualistyczny Maxa Stirnera.
Przez większą część życia zajmował się problematyką edukacji, zwłaszcza w dziedzinie edukacji artystycznej. Przedmiotem jego zainteresowań było też funkcjonowanie dzieł sztuki w społeczeństwie oraz psychologia twórczości. Zajmował się tymi zagadnieniami m.in. w książkach:
- „Sztuka a przemysł” („Art and Industry”) 1934, wydanie polskie 1964,
- „Wychowanie przez sztukę” („Education Through Art”) 1943, wydanie polskie 1976.